# Oliver Twist
Oliver Twist is de titel en de naam van het hoofdpersonage van een van de bekendste romans van de Britse schrijver Charles Dickens, gepubliceerd als Oliver Twist; or, the Parish boy's progress in 1838. Het boek verscheen aanvankelijk in afzonderlijke delen, die van februari 1837 tot april 1839 werden gepubliceerd.
Oliver Twist was vooral bedoeld als protest van Dickens tegen de wantoestanden in de victoriaanse samenleving. Kinderarbeid in de zogenoemde Work Houses (armenhuizen) en de onderwereld waarin straatkinderen tot crimineel worden opgeleid spelen in het boek een grote rol. De hoofdpersoon, Oliver Twist, is een weesjongen door wiens ogen men het harde leven in Londen rond 1830 bekijkt.
Het boek werd meermaals verfilmd, ook voor televisie, en er verschenen verschillende Nederlandse vertalingen van. De Engelstalige musical Oliver! werd een groot succes, evenals verschillende hertalingen. Er bestaat ook een achter-de-schermendocumentaire van de Nederlandstalige versie, Oliver: Achter de schermen.

## Verhaal

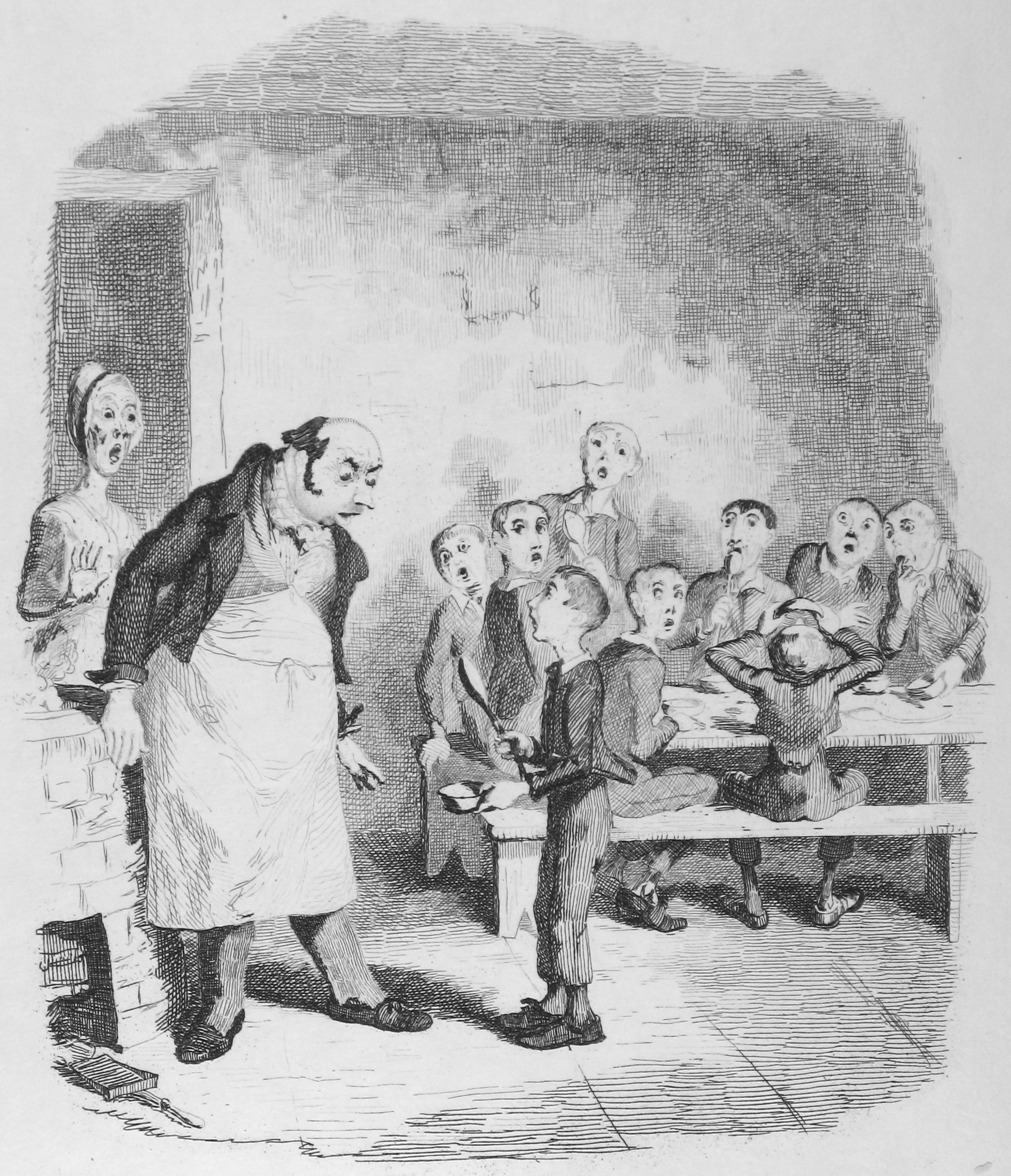
Oliver vraagt om meer eten

De protagonist, Oliver Twist, wordt geboren in diepe armoede. Zijn moeder sterft kort na zijn geboorte en zijn vader is onbekend. Oliver belandt na acht jaar in een weeshuis te hebben gezeten in een zogenaamd workhouse (werkhuis voor armen) in een niet bij naam genoemde stad. In het huis heerst een streng regime. De jongens die hier werken krijgen altijd maar weinig te eten. Op een dag vraagt Oliver, door de anderen aangespoord, om extra voedsel. Dat wordt niet alleen geweigerd, maar Oliver wordt zelfs voor straf uit het werkhuis geplaatst en aangeboden als knecht voor een aantal mannen. Hij belandt bijna bij een schoorsteenveger, maar komt uiteindelijk bij Mr. Sowerberry, een begrafenisondernemer. Die behandelt Oliver relatief goed, maar kan hem niet houden als hulpje omdat zijn vrouw, met wie hij in scheiding ligt, Oliver niet mag. Bovendien wordt Oliver het doelwit van pesterijen door de andere helper van Mr. Sowerberry, Noah Claypole. Op een dag gaat Noah zover dat Oliver zich niet meer kan beheersen en hem te lijf gaat. Mrs. Sowerberry kiest de kant van Noah en straft Oliver, die 's nachts besluit om weg te lopen. Na wat omzwervingen belandt hij in Londen.

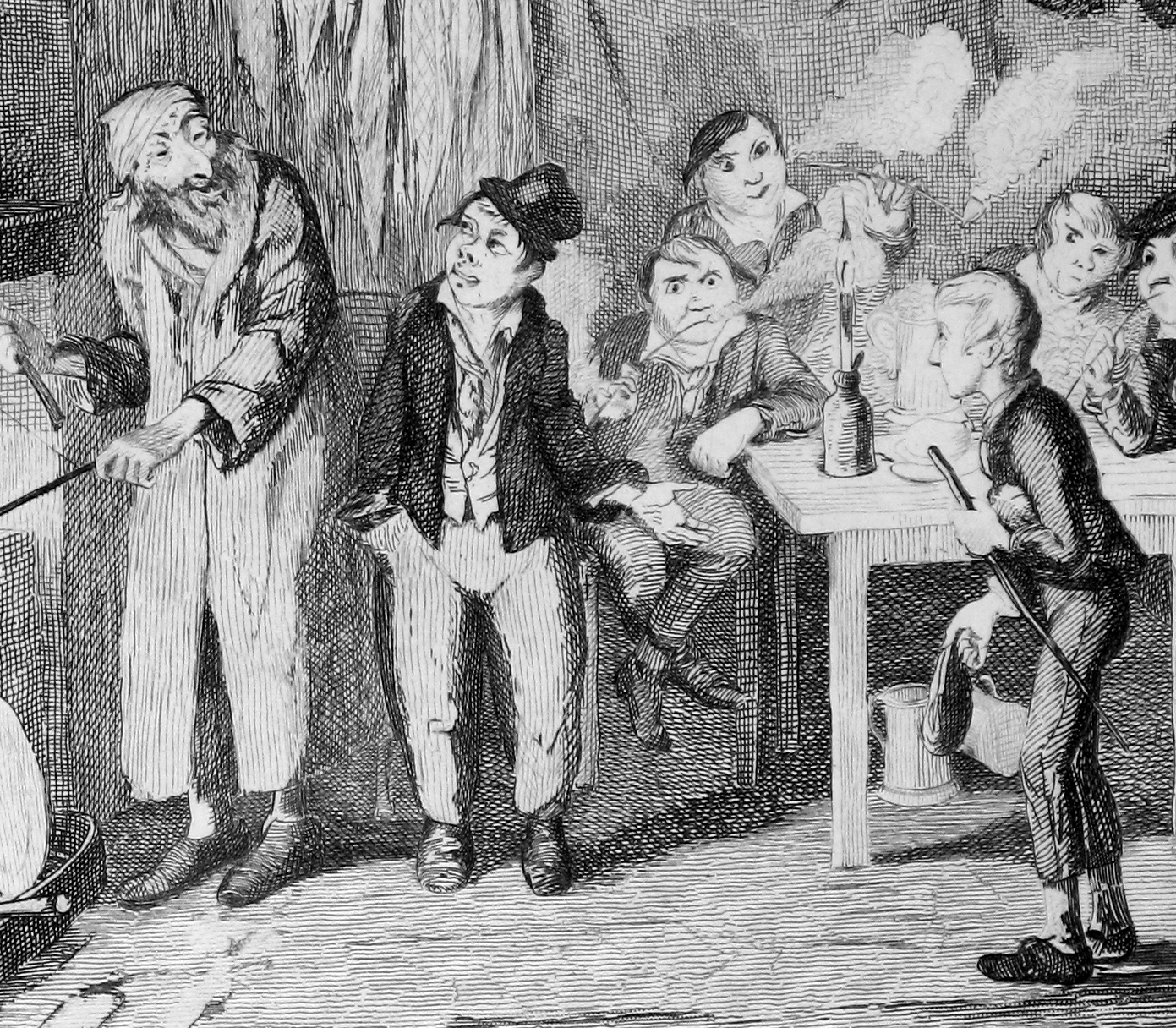
Dodger introduceert Oliver aan Fagin

In Londen ontmoet Oliver de jonge zakkenroller Jack Dawkins, die in de onderwereld van Londen beter bekend is als Artful Dodger. Hij biedt Oliver een maaltijd aan en stelt hem voor aan Fagin, die volgens Dodger iemand als Oliver goed kan gebruiken. Fagin is een oudere dief, die een bende van jeugdige zakkenrollers leidt. Oliver is eerst niet op de hoogte van Fagins criminele praktijken, maar wordt op een dag meegenomen door Dodger en een jongen genaamd Charley Bates om hen te helpen een slag te slaan. Dodger en Charley stelen voor Olivers neus de zakdoek van een oudere man genaamd Mr. Brownlow. Zodra de drie jongens wegvluchten, wordt Oliver als enige gearresteerd. Een getuige verklaart echter dat Dodger de dief is, zodat Oliver wordt vrijgesproken. Mr. Brownlow besluit de duidelijk zieke Oliver in huis te nemen.
Tijdens zijn verblijf bij Mr. Brownlow wordt Oliver voor het eerst in zijn leven goed behandeld, en herstelt daardoor snel. Fagin vreest echter dat Oliver hem en zijn bende zal verraden. Daarom laat hij ene Nancy en haar geliefde, de brute overvaller Bill Sikes, Oliver ontvoeren en terughalen naar zijn schuilplaats. Oliver wil niets meer met Fagin te maken hebben nu hij diens ware praktijken kent, maar Fagin en zijn bende willen Oliver niet laten gaan. Alleen Nancy neemt het voor Oliver op.
Fagin dwingt Oliver deel te nemen aan een inbraak. Sikes dreigt bovendien Oliver te vermoorden als hij niet meewerkt. De inbraak mislukt en Oliver wordt neergeschoten. Sikes moet de gewonde Oliver achterlaten, die vervolgens gevonden wordt door de mensen bij wie hij had moeten inbreken: Rose Maylie, haar voogd Mrs. Maylie en Harry Maylie. Rose is overtuigd van Olivers onschuld en neemt hem in huis. Ondertussen smeden Fagin en een mysterieuze man genaamd Monks plannen om Olivers reputatie bij de Maylies te ruïneren. Monks blijkt bovendien familie van Oliver te zijn. Nancy hoort het gesprek en besluit Oliver en de Maylies te waarschuwen. Fagin en Sikes beginnen al snel te vermoeden dat Nancy zich tegen hen aan het keren is.

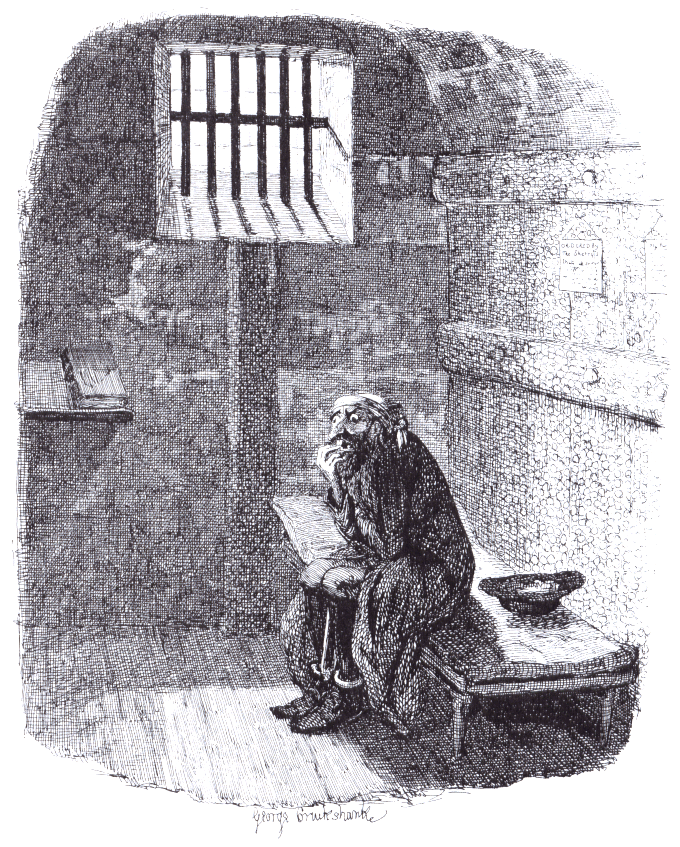
Fagin in zijn cel

Ondertussen is Noah Claypole ook naar Londen gekomen, na geld te hebben gestolen van Mr. Sowerberry. Onder de schuilnaam Morris Bolter sluit hij zich aan bij Fagins bende voor bescherming. Dodger wordt betrapt bij het stelen van een zilveren snuifdoos, en voor straf naar Australië verbannen. Fagin laat Noah Nancy in de gaten houden. Hij ontdekt dat ze Oliver op de hoogte houdt van Fagins plannen. Fagin vertelt dit door aan Sikes, maar laat Sikes denken dat Nancy hem ook wil verraden (terwijl ze in werkelijkheid Sikes juist buiten schot probeert te houden vanwege haar liefde voor hem). Sikes vermoordt Nancy voor haar verraad, maar komt niet veel later zelf om het leven wanneer hij moet vluchten voor een woedende menigte, en zichzelf hierbij per ongeluk ophangt.
Mr. Brownlow confronteert Monks en dwingt hem te vertellen wat hij weet. Monks blijkt in werkelijkheid Edward Leeford te heten, en Olivers halfbroer te zijn: Oliver was een bastaardkind van hun gezamenlijke vader. Monks wilde Oliver uit de weg ruimen om zo de hele erfenis van zijn vader op te kunnen eisen. Oliver vergeeft Monks en schenkt hem alsnog zijn helft van de erfenis zodat hij in Amerika een nieuw leven kan opbouwen. Monks verbrast hier echter weldra het geld en belandt uiteindelijk in de gevangenis. In Londen wordt Fagin gearresteerd en tot de galg veroordeeld.

## Hoofdpersonen
- Oliver Twist, een weesjongen, het hoofdpersonage.
- Fagin, een vrekkige jeugdbendeleider, die Oliver rekruteert voor z'n dievenbende.
- Jack Dawkins, beter bekend als The Artful Dodger, zit in de dievenbende van Fagin.
- Bill Sikes, een gewelddadige kennis van Fagin.
- Mr. Brownlow, een oudere, rijke man, die Oliver opneemt als zoon.
- Monks, Olivers halfbroer.
- Mr. Sowerberry, de begrafenisondernemer en kistenmaker, bij wie Oliver in dienst komt.
- Charley Bates, lid van Fagins dievenbende.
- Rose Maylie, verpleegde Oliver samen met haar tante toen Oliver neergeschoten was.
- Nancy, de vriendin van Bill Sikes.
- Noah Claypole, knecht bij de begrafenisondernemer, die Oliver voortdurend pest en zich later zelf bij de bende van Fagin aansluit. In oude vertalingen ook wel Noach genoemd.

## Publicatie

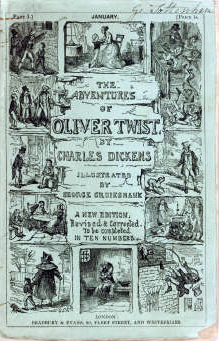
Cover van de eerste editie van de reeks The Adventures of Oliver Twist, januari 1846
Tekening door George Cruikshank

De tekst werd oorspronkelijk gepubliceerd als maandelijks verschijnend vervolgverhaal in Bentley's Miscellany, van februari 1837 tot april 1839. Het moest deel gaan uitmaken van Dickens’ serie The Mudfog Papers. In 1846 verscheen Oliver Twist in een driedelige uitgave bij Richard Bentley, de eigenaar van Bentley's Miscellany, onder Dickens' vaste pseudoniem "Boz".

## Achtergrond
Oliver Twist combineert een grimmige kijk op de wereld van destijds met een satire, om zo een beeld te schetsen van het 19e-eeuwse Engeland. Armoede en vooral de slechte sociale voorzieningen voor arme mensen worden sterk aan de kaak gesteld in het boek. Verder speelt criminaliteit een grote rol in het boek. Vooral Sikes geldt als een van de wreedste personages die Dickens ooit heeft bedacht voor zijn verhalen.
Het boek maakt tevens gebruik van symboliek, vooral goed versus kwaad. Ook voedsel speelt een belangrijke rol als symbool voor de sociale ongelijkheden: Oliver en de jongens in het werkhuis lijden honger, terwijl de mannen die het huis runnen allemaal overgewicht hebben. De brug waar Nancy de Maylies ontmoet om ze over Fagins plannen te vertellen, kan worden gezien als een symbolische brug tussen de twee verschillende sociale klassen: de rijke bovenklasse waartoe de Maylies behoren, en de onderklasse waaruit Nancy stamt.
De namen van de personages zijn bewust gekozen om aan te sluiten bij hun rol in het verhaal. Tevens zijn veel personages de belichaming van verschillende aspecten uit de 19e-eeuwse samenleving. Mr. Brownlow en Fagin staan bijvoorbeeld lijnrecht tegenover elkaar als personificatie van goed tegenover kwaad. Noch Fagin noch Sikes krijgen in het verhaal de kans om tot inkeer te komen. Alleen Nancy is een uitzondering op de regel: ze is haar hele leven al lid van Fagins bende, maar is moreel nog wel in staat om medelijden te hebben met Oliver, waardoor ze uiteindelijk Fagin de rug toe keert.
Het personage Fagin is opmerkelijk, daar het een van de weinige Joodse personages in de 19e-eeuwse Britse literatuur is. Zijn rol in het verhaal heeft al sinds de eerste publicatie geleid tot discussies over mogelijk antisemitisme in Oliver Twist. Dickens zag zichzelf hierdoor gedwongen in latere heruitgaven van het boek Fagins Joodse achtergrond minder sterk te benadrukken.

## Nederlandse bewerkingen
Er is een Nederlandse vertaling en er zijn Nederlandse bewerkingen van onder meer Ed Franck, Tiny Fisscher en Ruben Prins.

## Verfilmingen
- 1909: James Stuart Blackton
- 1910: L'enfance d'Oliver Twist: Camille de Morlhon (kortfilm)
- 1912: Thomas Bentley
- 1916: James Young
- 1920: Lupu Pick
- 1922: Oliver Twist: Frank Lloyd
- 1933: William J. Cowen
- 1948: Oliver Twist: David Lean
- 1962: Eric Tayler (miniserie)
- 1968: Oliver!: Carol Reed (musical)
- 1974: Hal Sutherland (animatie)
- 1982: Clive Donner (tv-film)
- 1985: Gareth Davies (miniserie)
- 1987: Las Aventuras de Oliver Twist (animatie)
- 1988: Oliver & Co.: Walt Disney (losse bewerking naar avondvullende tekenfilm)
- 1996: Saban's Adventures of Oliver Twist: Bruno Bianchi (animatieserie)
- 1996: Twisted: Seth Michael Donsky (bewerking)
- 1997: Tony Bill (tv-film)
- 1998: Charles Clapton (animatieserie)
- 1999: Oliver Twist (miniserie)
- 2003: Twist: Jacob Tierney (bewerking)
- 2005: Oliver Twist: Roman Polanski
- 2007: Oliver Twist: BBC (miniserie)
- 2021: Martin Owen

## Musicals in Nederland
Oliver!:
- 1963: Oliver!
- 1999-2000: Oliver! door Joop van den Ende Theaterproducties

Oliver! is een Britse musical uit 1960, met muziek en teksten van Lionel Bart. De musical is gebaseerd op de roman Oliver Twist van Charles Dickens.
In 1960 ging Oliver! in première in het Albery Theatre op West End. In 1963 ging de musical in première op Broadway deze uitvoering won drie Tony Awards. In 1968 werd er een verfilming, ook met de titel Oliver!, gemaakt.
Behalve Oliver! zijn er andere bewerkingen van het wereldberoemde boek, zoals:
- 2013 de muzikale avonturen van Oliver Twist door musicalgroep Kick bewerking door: Joellen Bland en Scott de Turk
- 2013-2014 Oliver Twist door Hofplein Rotterdam (voormalig jeugdtheater Hofplein) met als gastacteur: René Groothof bewerking en regie: Jaco van der Moolen.
- 2015 Oliver met een Twentse Twistdoor Wilmink Theater Enschede Regie: Daniel Cohen, Choreografie: Frederique Sluyterman van der Loo, Acteurs: Stan Limburg, Burt Lamakers, Maarten Redeker, Arthur Roffelsen, Lizz Walravens
- 2018 Reprise Oliver Twist door Wilmink Theater Enschede Regie: Daniel Cohen, Choreografie: Frederique Sluyterman van der Loo, Acteurs: Stan Limburg, Burt Lamakers, Maarten Redeker, Arthur Roffelsen, Daphne Groot

## Musicals in België
- 2010 Olivier Twist

### Achter de schermen
Oliver: Achter de schermen was een making-of-televisiereeks van Ketnet over de productie van de  Vlaamse versie van de musical. In elke korte aflevering wierp wrapper Niels Destadsbader een blik achter de schermen op een fase in de wording en werking van de Dickensiaanse musical, beginnend met de casting via Vlaamse audities. De nadruk lag hierbij op de kinderen (vooral jongensrollen).
- 2024 “Oliver Twist!”

Door musicalgroep Musicalia.